# Costentalina leptoconcha
Costentalina leptoconcha är en blötdjursart som beskrevs av Chistikov 1982. Costentalina leptoconcha ingår i släktet Costentalina och familjen Entalinidae. Inga underarter finns listade i Catalogue of Life.